# Ickern
Ickern im Nordosten Castrop-Rauxels ist der größte und einwohnerstärkste Stadtteil dieser zum Kreis Recklinghausen gehörenden Stadt.

## Geographie

### Geographische Lage

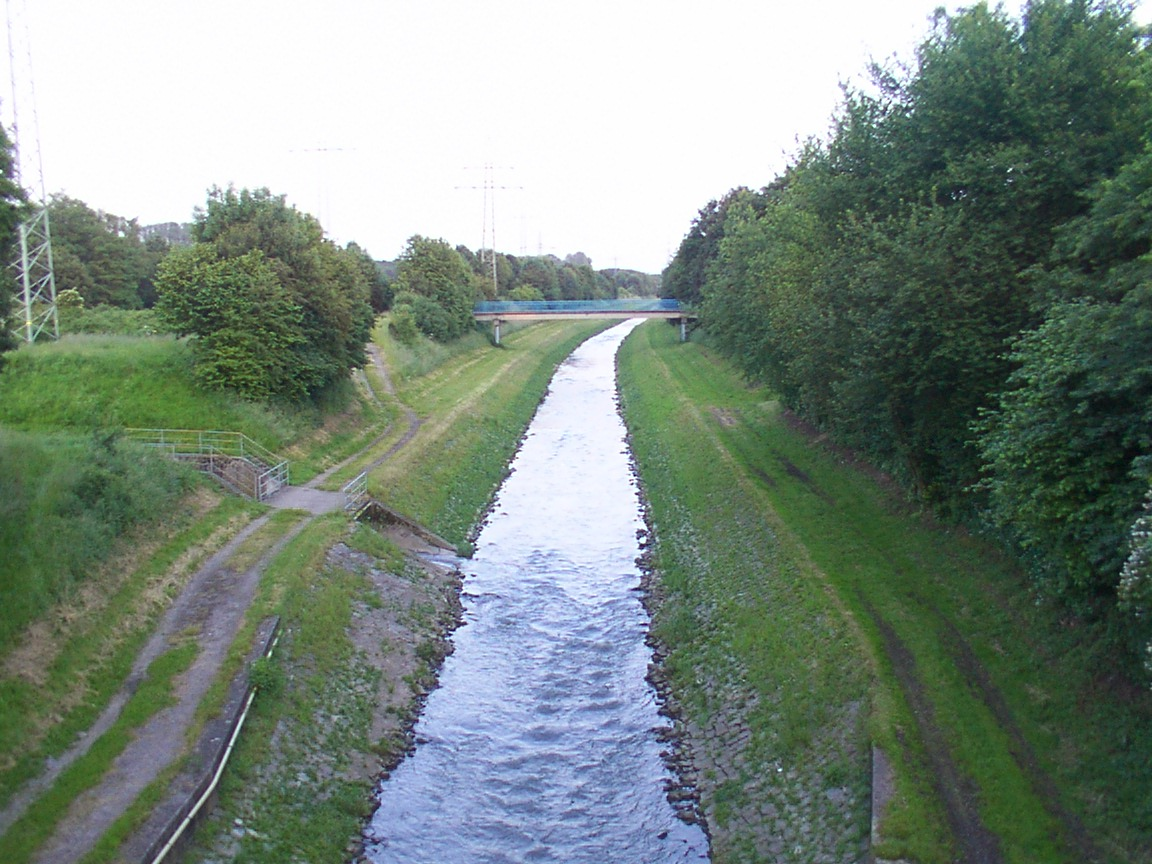
Die Emscher in Ickern

Ickern liegt im nördlichen Ruhrgebiet und somit im Süden der Westfälischen Bucht beiderseits der Emscher, die das bedeutendste Fließgewässer Ickerns ist. Im Süden Ickerns liegt das Naturschutzgebiet Beerenbruch, das auch Teile Deininghausens und Mengedes umfasst.

### Nachbarorte
Beginnend im Norden im Uhrzeigersinn grenzen an Ickern die Stadt Waltrop, der Dortmunder Stadtbezirk Mengede sowie die Castrop-Rauxeler Stadtteile Deininghausen, Rauxel, Habinghorst und Henrichenburg.

## Geschichte

### Bis zum Ende des Heiligen Römischen Reiches
1220 wurde Ickern als „Yckhorne“ zum ersten Mal urkundlich erwähnt. Bis zum Ende des Heiligen Römischen Reiches gehörte Ickern über Jahrhunderte zur Grafschaft Mark. Am Nordrand dieser Grafschaft befand sich Ickern in Randlage zum kurkölnischen Vest Recklinghausen. Nach der Einteilung der Grafschaft in „Landräthliche Creise“ im späten 18. Jahrhundert gehörte Ickern im Amt Mengede zum Hördischen Kreis. Bis zum 18. Jahrhundert hieß Ickern noch Ickhorn.

### Das dörfliche Ickern im 19. Jahrhundert
Während der napoleonischen Kriege wurde das Gebiet am 9. Juli 1807 als Folge des Friedens von Tilsit vorübergehend durch das französische Kaiserreich annektiert, um schon wenig später am 21. Januar 1808 in das Großherzogtum Berg eingegliedert zu werden. Hier kam es zum Arrondissement Dortmund innerhalb des Departements Ruhr mit Sitz der Präfektur in der bisherigen Reichsstadt Dortmund.
Nach der Niederlage Napoleons in der Schlacht von Leipzig im Oktober 1813 brach die rechtsrheinische französische Verwaltung schnell zusammen. Als zuvor preußischer Besitz fiel die Grafschaft Mark schon Ende 1813 an Preußen zurück. Der märkische Besitz Preußens wurde in der Schlussakte des Wiener Kongresses bestätigt. Bei der Neuordnung der Verwaltung kam Ickern 1817 zum neu gebildeten Kreis Dortmund im Regierungsbezirk Arnsberg der Provinz Westfalen, wo es die nördlichste Gemeinde im späteren Amt Mengede war. Der Oberpräsident der Provinz Westfalen Ludwig von Vincke wohnte bis 1813 auf Haus Ickern, einem 1944 zerstörten Adelssitz.

### Von der Industrialisierung bis zum Ende des Zweiten Weltkrieges

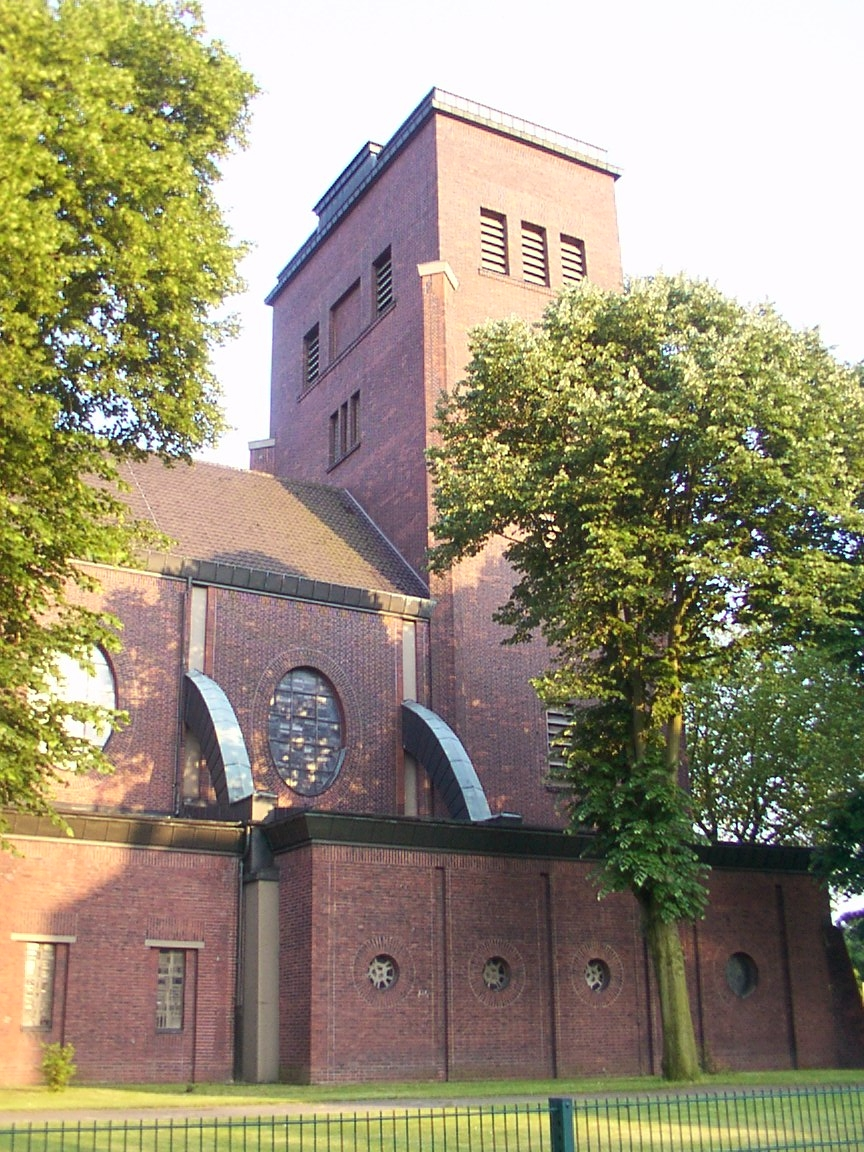
Katholische Kirche St. Antonius, erbaut 1922–1925 von Alfred Fischer-Essen

In den 1860er Jahren wurden mehrere voneinander unabhängige Schürfgesellschaften bei der Suche nach Steinkohlenvorräten im Gebiet um die Dörfer Rauxel und Ickern fündig. Somit begann 1871 mit der Zeche Victor im Umfeld Ickerns, 1908 mit der Zeche Ickern in Ickern selbst der Steinkohlenbergbau, in dessen Folge und Umfeld sich auch weitere Industrien ansiedelten. Eine wichtige Rolle bei der Entwicklung von Ickern spielte auch die Elektrische Straßenbahn des Landkreises Dortmund, die seit dem 31. Juli 1911 durchgehend von (Dortmund-)Dorstfeld über Castrop und Habinghorst bis zum südwestlichen Ortsrand von Ickern betrieben und am 1. Januar 1912 bis zur Zeche Ickern I/II verlängert wurde. Stillgelegt wurde sie schrittweise ab 1. Mai 1960. 1917 wurden die beiden Zechen durch eine gemeinsame Geschäftsleitung verbunden und 1922 wurde der Förderverbund Victor-Ickern eingerichtet. 1923 übernahm Peter Klöckner diese Zechen und weitere Montanbetriebe in die Klöckner-Werke AG Rauxel-Berlin mit Sitz in Rauxel. Im Rahmen der Ruhrbesetzung marschierten 1923 französische Truppen in Ickern ein und besetzten für ein Jahr die dortigen Schachtanlagen.
Am 1. April 1926 wurde Ickern mit der Stadt Castrop und weiteren Gemeinden zur neuen Stadt Castrop-Rauxel zusammengelegt, die zunächst noch zum Landkreis Dortmund gehörte, bis sie am 1. April 1928 kreisfrei wurde.
1927 wurde durch die Klöckner-Werke und die Wintershall AG die Gewerkschaft Victor-Stickstoffwerke zur Erzeugung von Kunstdünger gegründet, ab 1934 nahm diese auch die Herstellung von synthetischem Treibstoff nach dem Fischer-Tropsch-Verfahren auf.
Während des Zweiten Weltkriegs war Ickern wegen dieser Industrieanlagen häufigen Luftangriffen ausgesetzt, die auch Zivilbevölkerung, Kriegsgefangene und Zwangsarbeiter trafen. Die Produktion von Kohle wurde zwar zumeist nur kurzfristig unterbrochen, dagegen waren andere Zerstörungen schwerwiegender. Immer noch werden Bombenblindgänger aus dieser Zeit gefunden, so etwa am 9. Dezember 2009 auf dem Sportplatz an der Uferstraße, bei dessen Entschärfung die umliegende Bevölkerung kurzfristig evakuiert werden musste. Auch die nahegelegene Autobahn A 2 wurde gesperrt. Der bislang letzte Fund war am 7. Juli 2017.

### Nachkriegszeit bis heute
Nach zügiger Beseitigung der Bombenschäden setzte wie im gesamten Ruhrgebiet eine kurze Blütezeit der Montanindustrie ein.
Schacht 2 der Zeche Ickern erhielt ein neues vollwandiges Strebengerüst zur Aufnahme einer Großraum-Gefäßförderung. die über viele Jahre die größte ihrer Art im Ruhrrevier war. Auch wurden neue Abbau- und Streckenausbautechniken erprobt, etwa der Endlos-Förderer nach Konrad Grebe.
1962 wurde für den Kohlentransport von Ickern I/II zum Kraftwerk Rauxel eine 2500 m lange Bandstrasse gebaut. Sie überquerte die Autobahn A2, drei Straßen und die Emscher und war die größte Übertageanlage ihrer Art im westdeutschen Steinkohlenbergbau. Für Zuwanderer aus den ehemaligen deutschen Ostgebieten wurde seit 1952 auf den Aapwiesen nördlich der Emscher eine Großsiedlung vorwiegend von schlichten vierzimmrigen Reihenhäusern errichtet. Der Marktplatz wurde durch ein Amtshaus mit Bibliothek vervollständigt. Die Ende der 1950er Jahre einsetzende Kohlekrise markierte jedoch auch in Ickern den beginnenden Niedergang der Schwerindustrie.
1967 kaufte das Land Nordrhein-Westfalen von der Klöckner-Werke AG in Duisburg die bislang als Berglehrlingsheim genutzte 130.000 m² große Liegenschaft „Meisenhof“ und eröffnete dort 1968 die Justizvollzugsanstalt Castrop-Rauxel, eine Einrichtung des offenen Vollzuges, deren erste Häftlinge aus der Justizvollzugsanstalt Hövelhof von Staumühle hierher verlegt wurden. Heute hat die JVA Meisenhof 450 Haftplätze im offenen Vollzug sowie 16 geschlossene Haftplätze.
Am 30. September 1973 wurde die letzte Förderschicht auf Ickern 1/2 und auf Victor 3/4 gefahren. Die Schächte Ickern 1/2 wurden danach verfüllt, Ickern 3 und Ickern 4 als Außenanlage von der Zeche Minister Achenbach in Lünen übernommen. Die Tagesanlagen wurden fast vollständig abgebrochen, da auf dem Zechengelände ein Gewerbegebiet entstehen sollte, ebenfalls die beiden Außenschächte auf Waltroper Gebiet nach Stilllegung von Minister Achenbach im Jahre 1992. Lediglich das frühere Eingangsgebäude auf Ickern 1/2 in direkter Nachbarschaft zur Arbeitersiedlung Ickern-Nord blieb erhalten; es wurde 1985 von der griechischen Gemeinde übernommen und in Selbsthilfe zum Gemeindezentrum umgebaut. 1997 begann im Rahmen der Internationalen Bauausstellung Emscher Park in Zusammenarbeit von griechischer Gemeinde und dem Evangelischen Kirchenkreis Herne die Projektentwicklung für die Erweiterung zum AGORA-Kulturzentrum, die in den folgenden Jahren baulich verwirklicht wurde. Ende des Jahres 2000 wurden hier das Amphitheater und das Kulturcafé eröffnet.
Die Gewerkschaft Victor ging in den Besitz der BASF über und wurde im Februar 1990 geschlossen, wodurch etwa 2000 Industriearbeitsplätze wegfielen. Das Gelände wurde zwischenzeitlich saniert und zum sog. Mittelstandspark Ost umgewidmet; dabei wurde die Straßenanbindung des Stadtteils deutlich verbessert.

### Eingemeindungen
Zum 1. April 1926 wurde  Ickern mit seiner Nachbargemeinde Habinghorst, dem Amt Rauxel, der Stadt Castrop und einigen weiteren Gemeinden zur neuen Stadt Castrop-Rauxel zusammengelegt. Am 1. April 1928 erhielt die vereinigte Stadt die Kreisfreiheit.
Im Zuge der Kommunalreform wurde der Stadtteil Ickern 1975 mit Castrop-Rauxel in den Kreis Recklinghausen eingegliedert und wechselte damit vom Regierungsbezirk Arnsberg zum Regierungsbezirk Münster.

## Einwohnerentwicklung
Der durch den Niedergang der Montanindustrie bedingte Einwohnerrückgang macht sich in Ickern deutlicher als in der Gesamtstadt bemerkbar.
| Einwohnerstand jeweils zum 31.12. | 2007   | 2008    | 2009    | 2010    | 2011    | 2012    | 2013    | 2014    | 2015     | 2016    | 2017    | Entwicklung seit 2007 |
| --------------------------------- | ------ | ------- | ------- | ------- | ------- | ------- | ------- | ------- | -------- | ------- | ------- | --------------------- |
| Ickern Nord                       | 3.987  | 3.925   | 3.916   | 3.888   | 3.828   | 3.798   | 3.746   | 3.681   | 3.676    | 3.679   | 3.674   |                       |
| Entwicklung zum Vorjahr           |        | −1,56 % | −0,23 % | −0,72 % | −1,54 % | −0,78 % | −1,4 %  | −1,74 % | −0,14 %  | +0,08 % | −0,14 % | −7,85 %               |
| Ickern Süd                        | 12.528 | 12.238  | 12.048  | 12.042  | 11.979  | 11.863  | 11.704  | 11.643  | 11.762   | 11.749  | 11.817  |                       |
| Entwicklung zum Vorjahr           |        | −2,31 % | −1,55 % | −0,05 % | −0,52 % | −0,97 % | −1,3 %  | −0,52 % | +1,02 %  | −0,11 % | +0,58 % | −5,68 %               |
| Gesamt                            | 16.515 | 16.163  | 15.964  | 15.930  | 15.807  | 15.661  | 15.450  | 15.324  | 15.438   | 15.428  | 15.491  |                       |
| Entwicklung zum Vorjahr           |        | −2,13 % | −1,23 % | −0,21 % | −0,77 % | −0,92 % | −1,35 % | −0,55 % | + 0,87 % | +0,10 % | +0,41 % | −6,20 %               |